# سیم لاکی

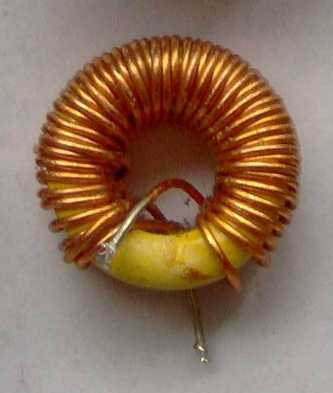
القاگر با هسته مغناطیس چنبره‌ای که در آن سیم آهنربا به کار رفته‌است.

سیم لاکی، سیم لعابدار یا سیم آهنربا (انگلیسی: Magnet wire) سیمی اغلب از جنس مس یا آلمینیوم است که دارای لایه‌ای نازک عایق در اطراف خود است. از این سیم در ساخت ترانسفورماتورها، القاگرها، موتورهای الکتریکی، بلندگوها، درایو دیسک‌های سخت و آهنربای الکتریکی استفاده می‌شود.